# 多相遺伝
多相遺伝（たそういでん、Pleiotropy）または多面発現（ためんはつげん）、多面作用（ためんさよう）とは、１つの遺伝子が沢山の形質に影響を与えることを表す生物学用語。例えば、Aという遺伝子（gene) を持っているだけで、その遺伝子が肌の色、髪の毛の太さ、肥満になりやすいかどうかなどの様々な性質に影響を与えている場合、このAという遺伝子によって多相遺伝がなされていると言える。対義語としてはポリジーン遺伝（Polygenic inheritance）がある。
ルートヴィヒ・プレートが1910年に最初につかった言葉である。